# Шарль-Анрі Плантад
Шарль-Анрі Плантад (фр. Charles-Henri Plantade; 19 жовтня 1764, Понтуаз — 18 січня 1839, Париж) — був французьким класичним композитором і професором співу. Його композиції включали кілька опер, численні романси, сакральну музику та сонату для арфи. Він викладав співи в Паризькій консерваторії і був капельмейстером у дворах Людовика I Бонапарта та Людовика XVIII. З 1812 по 1815 рік він також був майстром співу та режисером Паризької опери. Його старший син Шарль-Франсуа Плантад також був композитором.

## Біографія
Завдяки музичним здібностям у семирічному віці вступив в королівську школу при Версалі. Вивчав композицію в Оноре Лангле, також навчався гри на віолончелі, клавесині й арфі. Згодом спеціалізувався на клавесині і став дуже відомим у вищому світі музикантом, часто грав на всіляких балах, прийомах, аристократичних салонах. 
В останні роки монархічного режиму почав писати романси, які відразу ж отримували популярність. У першій половині 1790-х років вступив в Опера-Комік, отримавши звання професора співу, проте жив при цьому відносно бідно. 
У 1799 році був призначений учителем співу в консерваторії; однією з його учениць була Гортензія Богарне, яка стала потім його покровителькою. У 1806 році виїхав до Нідерландів, очоливши придворний оркестр. Після приєднання країни до Французької імперії повернувся в Париж, був призначений керівником хору Паризької опери і отримав орден Почесного легіону. З 1816 року очолював королівську капелу. Покинув роботу в Консерваторії в 1828 році. Після революції 1830 року, розчарувавшись у житті, поїхав в Батіньоль, але перед смертю повернувся в Париж. 
Його перу належать соната для арфи, романси, меса та кілька комічних опер, з яких найбільшим успіхом користувалися «Palma» (1797) і «Zoé» (1800). 
Його син, Шарль Франсуа Плантад (1787—1870), також став композитором.